# Brigida Morello
Brigida Morello, in religione Brigida di Gesù (San Michele di Pagana, 17 giugno 1610 – Piacenza, 3 settembre 1679), è stata una religiosa italiana, fondatrice delle Suore Orsoline di Maria Immacolata: papa Giovanni Paolo II nel 1998 l'ha proclamata beata.

## Il culto
La sua causa di canonizzazione venne introdotta nel 1971: dichiarata venerabile nel 1980, è stata proclamata beata da papa Giovanni Paolo II il 15 marzo 1998.
La sua memoria liturgica ricorre il 3 settembre.